# Пама (деревня)
Пама — опустевшая деревня в Кикнурском районе Кировской области.

## География
Находится на расстоянии примерно 13 км по прямой на юг от райцентра поселка  Кикнур.

## История
Деревня основана в 1828 году как починок выходцами из нынешнего Пижанского района, деревень Музенки и Смородина. В 1873 году в ней отмечено было дворов 31 и жителей 212, в 1905 (уже деревня) 50 и 328, в 1926 67 и 384, в 1950 50 и 231, в 1989 году 27 жителей. Имеет ныне дачный характер. В период 2006-2014 годов входила в Цекеевское сельское поселение. С 2014 по январь 2020 года входила в Кикнурское сельское поселение до его упразднения. 

## Население
Постоянное население  составляло 6 человек (русские 100%) в 2002 году, 1 в 2010.